# Ali Ziouani
Pour les articles homonymes, voir Ziouani.
Ali Ziouani (en arabe : علي زيواني) est un athlète marocain.

## Carrière
Ali Ziouani remporte la médaille d'or du saut à la perche aux Championnats d'Afrique d'athlétisme 1990 au Caire .